# Lichte en Donkere Gaard
De Lichte Gaard en de Donkere Gaard zijn in de Nederlandse stad Utrecht twee korte straatjes die in elkaars verlengde liggen. Met hun totale lengte van omstreeks 80 meter liggen ze in de binnenstad.
De straatjes dateren uit de middeleeuwen en hebben hun naam te danken aan de boomgaard van de Utrechtse bisschop die hier voorheen lag. De Lichte Gaard heeft een enkele bebouwing aan de Oudegracht met werfkelders en een werf. De Donkere Gaard heeft daarentegen aan weerszijden bebouwing omdat in de loop der tijd huizen de werf hebben overbouwd.
Het merendeel van de panden aan de Lichte en Donkere Gaard zijn een rijksmonument. De oudste delen van de panden gaan eeuwen terug toen hier onder meer claustrale huizen verrezen die deels bewaard zijn gebleven. De Lichte Gaard begint bij de Maartensbrug. Op deze hoek lag het bisschoppelijk paleis dat aan de burcht Trecht grensde. In het restauratie-atelier van het Museum Speelklok zijn archeologische delen ervan zichtbaar gemaakt. Diverse lantaarnconsoles met beeldhouwwerk zijn langs het water te zien, waaronder Pierken de Stadsgek en het Wittebroodskind.
De panden aan de Donkere Gaard aan de grachtzijde verrezen vanaf 1238. Reeds in 1253 werden bij een stadsbrand de huizen alweer verwoest, waarna herbouw plaatsvond. Aan de grachtzijde was destijds nog een smalle openbare werf. Begin 17e eeuw werd het toegestaan de huizen tot aan de gracht uit te breiden. In de nabijgelegen Lijnmarkt en Choorstraat is een soortgelijk fenomeen te zien. Omdat de panden op de werf veel licht tegenhielden op de straat, werd het hier Donkere Gaard genoemd. De Donkere Gaard eindigt op het Wed, een naam die ontleend is aan een talud dat naar de waterkant liep om goederen aan en af te kunnen voeren.

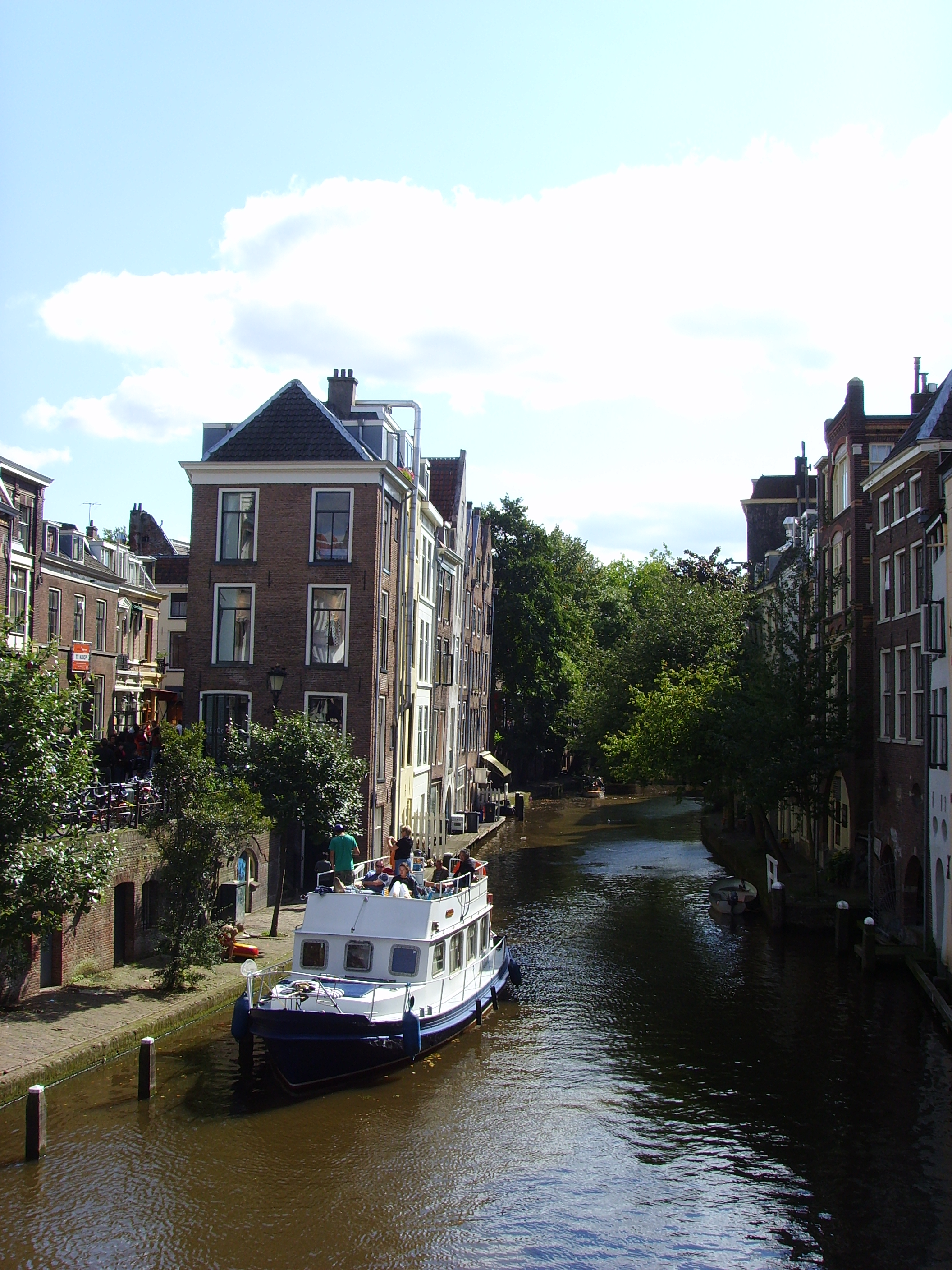
Oudegracht met links de Donkere Gaard met de bebouwing op de werf. Rechts in de foto de achterzijde van de huizen in de Lijnmarkt.

## Trivia
Het gedicht 'Studentenkamer' van Ida Gerhardt is gesitueerd aan de Donkere Gaard. 